# Сен-Фор, Робер
Робер Сен-Фор (англ. Robert Saint Fort) — гаитянский футболист, защитник.

## Биография
В 1934 году принимал участие в отборочных матчах к чемпионату мира 1934 за сборную Гаити против сборной Кубы в группе 11. В трёхматчевом противостоянии победу одержала сборная Кубы с общим счетом 10:2. Оба мяча в составе гаитян забил Сен-Фор с пенальти.